# Hugo Andres Krüß
Hugo Andres Krüß (auch Krüss; * 11. Januar 1879 in Hamburg; † 27. April 1945 in Berlin) war ein deutscher Ministerialbeamter und Bibliothekar.

## Leben
Geboren in einer hamburgischen Familie, die das „Optisch-mechanische Institut A. Krüss“ betrieb, trat Hugo Andres Krüß nicht in die Firma ein, sondern war nach dem Studium der Physik und der Promotion 1903 an der Universität Jena mit einer Arbeit über optische Gläser im Preußischen Kultusministerium tätig. Er leitete den Bereich „Wissenschaftliche Instrumente“ und war zugleich im Vorbereitungskomitee für die Weltausstellung 1904/05 in St. Louis/Missouri tätig, wo er ein Jahr verbrachte. 1907 endgültig als Hilfsarbeiter ins Ministerium übernommen erhielt er 1909 ehrenhalber den Professorentitel. Nach dem Ersten Weltkrieg (1915 Hauptmann der Reserve) machte er Karriere bis zum Ministerialdirektor (1922). In dieser Zeit war er entscheidend am Aufbau der Notgemeinschaft der deutschen Wissenschaft beteiligt. Daneben bemühte er es sich um die Verbesserung der nationalen und internationalen wissenschaftlichen Zusammenarbeit.
Als Leiter der Hochschulabteilung war Krüß auch für die wissenschaftlichen Bibliotheken zuständig, bis er 1925 als Nachfolger Fritz Milkaus von Minister Carl Heinrich Becker zum Generaldirektor der Preußischen Staatsbibliothek ernannt wurde. Dagegen gab es Widerstand aus dem Berufsstand, da er weder als Bibliothekar ausgebildet war noch, ungleich früheren Direktoren, hohes fachliches Renommé einbringen konnte, zumal sein Vorvorgänger Adolf von Harnack als hervorragender Wissenschaftler ausgewiesen war. Die Einwände kamen aber aus allgemein standespolitischen Erwägungen eher von außen als aus dem Haus und hielten auch nicht lange an. Nach der Machtergreifung sah er, gestützt auf Rudolf Kummer, den Leiter des Bibliotheksreferats im Reichsministerium für Wissenschaft, Erziehung und Volksbildung, den er seinerseits für den Posten empfohlen hatte, die Chance, sein Haus endgültig an der Spitze des deutschen Bibliothekswesens zu etablieren und zu einer formalen Nationalbibliothek zu machen. Das gelang zwar nicht, ebenso wenig wie eine angestrebte Karriere als „Reichsbibliothekar“, aber in dieser Zeit und unter seiner Leitung wurde die Preußische Staatsbibliothek über Deutschland hinaus eine der führenden Bibliotheken der Welt. Seit dem Jahr 1925 bis zu seinem Tod war er Mitglied des Senats der Kaiser-Wilhelm-Gesellschaft.
Gleichzeitig nahm Krüß als „Referent für das wissenschaftliche Bibliothekswesen“ im Ministerium und als Vorsitzender des „Reichsbeirates für Bibliotheksangelegenheiten“ (1936 aus dem ehemaligen „Preußischen Beirat“ gebildet) die erste Stelle im deutschen Bibliothekswesen ein. Während seiner Amtszeit erschien 1931 der erste Band des Gesamtkatalogs der Preußischen Bibliotheken, der danach zum „Deutschen Gesamtkatalog“ erweitert wurde; bis zum Beginn des Krieges konnten noch 13 weitere erscheinen. Als Autor ist er allerdings nicht hervorgetreten.
Bedeutend sind seine Verdienste um die internationale Zusammenarbeit. So war er maßgeblich an der Gründung der International Federation of Library Associations and Institutions (IFLA) im Jahre 1927, die ihm zwei Jahre später die Vizepräsidentschaft ehrenhalber verlieh, und am 1. Weltkongress für Bibliothekswesen und Bibliographie in Rom und Venedig (1929) beteiligt. Dasselbe gilt für seine Arbeit in Gremien des Völkerbunds, solange dies noch möglich war. In allen Funktionen kam ihm sein diplomatisches Geschick und die Gewandtheit in mehreren Fremdsprachen zugute. Seine Bemühungen in diesem Bereich sowie für die Einführung technischer Neuerungen im Bibliothekswesen (Anwendungen von Film-, Foto- und Mikrokopie) wurden 1932 durch die Verleihung der Goethe-Medaille für Kunst und Wissenschaft gewürdigt.
Politisch stand Krüß wie die meisten seiner Berufsgenossen der politischen Rechten nahe. Wenige Wochen nach seiner Berufung zum Generaldirektor trat er der nationalliberalen Deutschen Volkspartei bei, der er bis kurz vor ihrer Auflösung 1933 angehörte. Er unterschrieb 1934 den Wahlaufruf Deutsche Wissenschaftler hinter Adolf Hitler im Völkischen Beobachter. Auch wenn Krüß erst am 26. März 1940 die Aufnahme in die NSDAP beantragte und zum 1. April desselben Jahres aufgenommen wurde (Mitgliedsnummer 8.013.528), so ist die Förderung des als Nationalsozialist der ersten Stunde ausgewiesenen Rudolf Kummer schwerlich allein im Interesse der Bibliothek oder des gesamten Bibliothekswesens erfolgt, obwohl das damit verbundene Ansehen in Partei und Ministerium durchaus beiden nützlich gewesen sein dürfte. Man wird ihm weniger das strikte Durchführen der angeordneten Beschränkungen in der Benutzung negativ anrechnen können als sein Verhalten in der Frage der Bücherverbrennung 1933. Dagegen treten die Berichte darüber, dass er sich Freiräume erhalten konnte (etwa in der Fürsorge für französische Offiziere in Gefangenschaft, die er in der Bibliothek adäquat einsetzte) zurück. Er war offenbar nicht erst seit seinem Parteieintritt in das herrschende politische System eingebunden und hat sich geschickt arrangiert. Im Rahmen des Einsatzstab Reichsleiter Rosenberg war Krüß für die Beschaffung von Büchern aus den besetzten Gebieten (Raubbücher) zuständig.
Sein letztes Verdienst liegt in der schon seit September 1941 von ihm organisierten Auslagerung der Bibliotheksbestände an ca. 30 „Flüchtungsorte“, wodurch letztlich drei Viertel des Gesamtbestandes von drei Millionen Büchern den Krieg überstanden haben. Ende April 1945 kehrte er aus einem Auslagerungsort in das eingeschlossene Berlin zurück, am 27. April nahm er sich in der schon kriegsbeschädigten Bibliothek das Leben. Ein vorläufiges Grab erhielt er im Ehrenhof des Hauses, später wurde er auf dem Südwestkirchhof Stahnsdorf beigesetzt.

## Schriften (Auswahl)
- Die Durchlässigkeit einer Anzahl Jenaer optischer Geräte für ultraviolette Strahlen. Berlin 1903 (Dissertation).
- Von meinen Vorfahren, Hefte 1–8. Hamburg 1913–1921.
- Die Staatsbibliothek zu Berlin als Zentralbibliothek. SD Berlin 1928.
- Zur Geschichte der Staatsbibliothek zu Berlin in den letzten dreissig Jahren. Leipzig 1929.
- Adolf Harnack. Generaldirektor der Staatsbibliothek. 1. Oktober 1905 – 31. März 1921 † 10. Juni 1930. Ansprache bei der Gedenkfeier im Harnackhaus am 15. Juni 1930, Berlin 1930.
- Völkerbund und Bibliotheken II. In: Zentralblatt für Bibliothekswesen, Jg. 48, 1931, S. 26–36.
- Völkerbund und Bibliotheken III. In: Zentralblatt für Bibliothekswesen, Jg. 49, 1932, S. 51–56.